# Nóng chảy hạt nhân

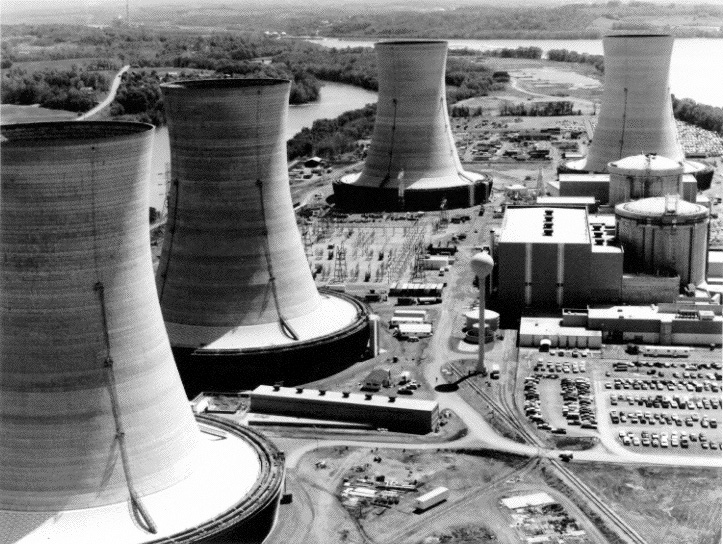
Nhà máy điện hạt nhân Đảo Ba Dặm (Three Mile Island Nuclear Generating Station, TMI) bao gồm hai lò phản ứng nước áp lực do Babcock & Wilcox sản xuất, mỗi cái nằm trong cấu trúc ngăn chặn và tháp giải nhiệt riêng. Lò TMI-2 (đằng sau) bị nóng chảy một phần, làm hư nhiên liệu.

Nóng chảy hạt nhân là một thuật ngữ chỉ một vụ tai nạn lò phản ứng hạt nhân nghiêm trọng dẫn đến việc lõi của lò phản ứng bị chảy ra do quá nóng. Đây không phải là thuật ngữ chính thức của Cơ quan Năng lượng Nguyên tử Quốc tế hoặc của Ủy ban Điều chỉnh Hạt nhân Hoa Kỳ. Tuy nhiên, nó được định nghĩa là sự tan chảy của lõi của một lò phản ứng hạt nhân và được sử dụng thông thường để đề cập đên việc sụp đổ một phần hay toàn bộ lõi lò phản hứng hạt nhân.

## Hiện tượng
Hiện tượng nóng chảy của các thanh nhiên liệu hạt nhân khi nhiệt độ trong lõi của lò phản ứng tăng lên quá cao gọi là "nóng chảy hạt nhân". Nhiệt độ nóng chảy của các thanh nhiên liệu urani dioxide (UO2) là 2.865 độ C. Nóng chảy hạt nhân thường xảy ra khi hệ thống làm lạnh không thể đưa nước tới lõi của lò phản ứng - nơi chứa các thanh nhiên liệu.
Trong những điều kiện bình thường, các thanh nhiên liệu UO2 được đặt trong nước để nhiệt độ trong thanh không đạt tới ngưỡng nóng chảy. Nước được bơm liên tục qua lõi của lò phản ứng. Nhưng nếu nước không được bơm với tốc độ đủ lớn, nó sẽ nóng rất nhanh do nhận lượng nhiệt lớn. Khi nhiệt độ đạt tới ngưỡng sôi, nước sẽ bốc hơi. Do nước sôi, mực nước trong lò phản ứng sẽ giảm. Khi mực nước tụt xuống dưới đỉnh của các thanh nhiên liệu, các thanh sẽ nóng lên. Nếu thanh nhiên liệu nhô ra khỏi nước khoảng một giờ, urani bắt đầu nóng chảy. Trong trường hợp nước bốc hơi hết, tất cả các thanh nhiên liệu trong lò phản ứng sẽ nóng chảy. Các thanh nhiên liệu bị nóng chảy sẽ dẫn tới các sản phẩm của phản ứng phân rã hạt nhân sẽ thoát khỏi lò và xâm nhập vào bể nén và có thể thoát ra ngoài bể nén nếu nước bị rò rỉ khỏi bể. Bên ngoài bể nén vẫn còn một lớp vỏ kim loại ngăn chặn rò rỉ phóng xạ, tuy nhiên lớp vỏ này có thể bị phá hủy do các vụ nổ bên trong hoặc bên ngoài lò phản ứng khiến chất phóng xạ bị phát tán ra ngoài.

## Lịch sử

### Hoa Kỳ
Trong lịch sử Hoa Kỳ đã có sáu lần nóng chảy. Tất cả thường được coi là vụ "nóng chảy một phần":
1. Lò phản ứng neutron nhanh Fermi 1 thí nghiệm phải được sửa lại sau vụ nóng chảy một phần tại, nhưng nó không bao giờ chạy tới mức đầy đủ về sau.
2. Tai nạn Đảo Ba Dặm (Three Mile Island accident) bị tắt hẳn sau vụ thường được báo chí gọi "chảy hạch một phần".[4]Áp phích này trình bày hạch SL-1 để nhắc nhở về những nguy hiểm phản ứng tới hạn.

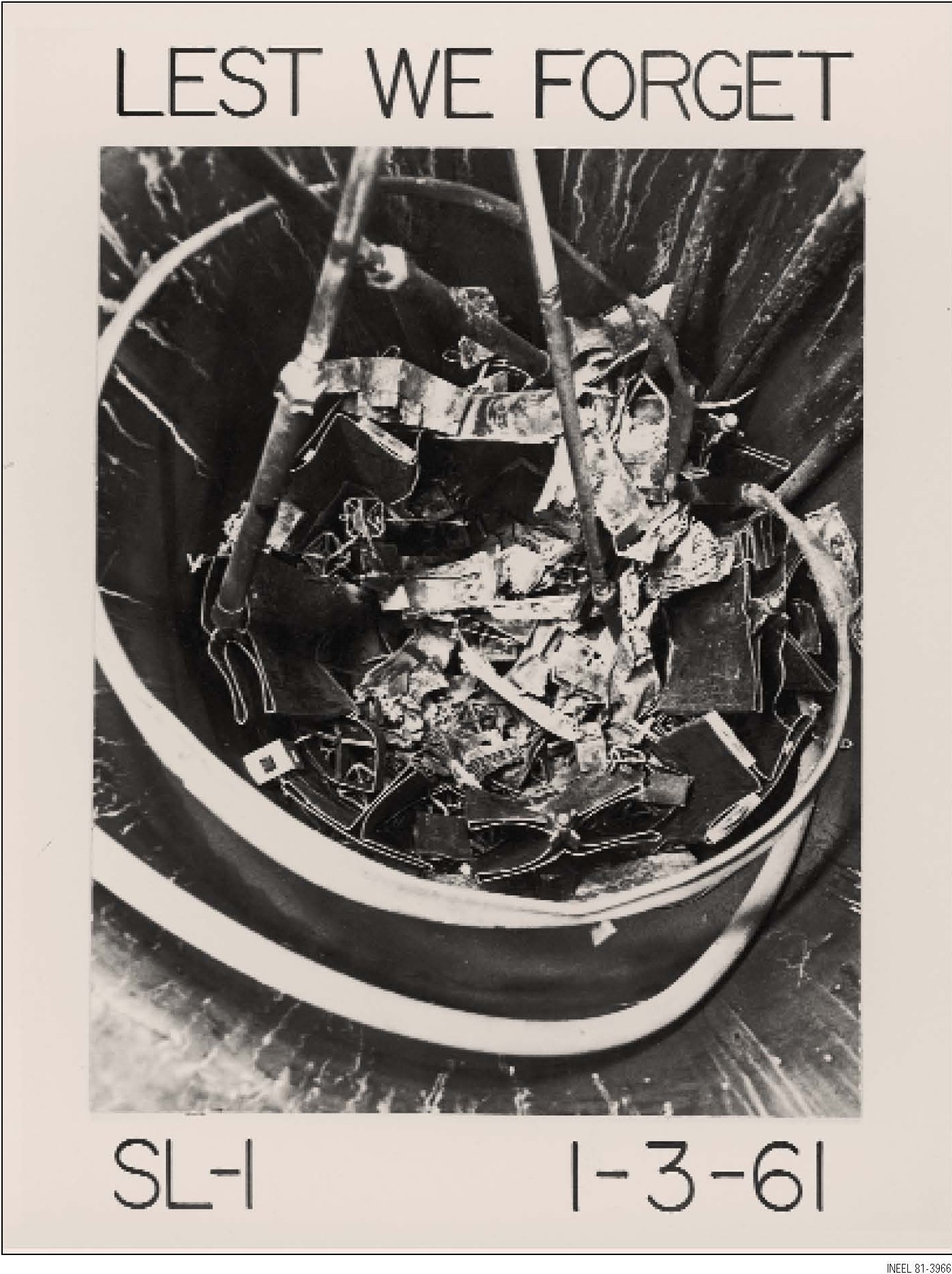
Áp phích này trình bày hạch SL-1 để nhắc nhở về những nguy hiểm phản ứng tới hạn.

3. Lò phản ứng tại EBR-I bị nóng chảy một phần trong cuộc thử nghiệm chảy chất lỏng làm nguội ngày 29 tháng 11 năm 1955.
4. Cuộc Thí nghiệm Lò phản ứng Natri (Sodium Reactor Experiment) tại Phòng thí nghiệm Dã ngoại Santa Susana (Santa Susana Field Laboratory) sử dụng lò phản ứng hạt nhân thí nghiệm từ 1957 đến 1964. Tháng 7 năm 1959, nó trở thành máy điện thương mại đầu tiên bị hạch nóng chảy trên thế giới.
5. Lò phản ứng Công suất nhỏ Tĩnh số 1 (Stationary Low-Power Reactor Number One) là một lò phản ứng điện tử hạt nhân thí nghiệm của Quân đội Hoa Kỳ bị tai nạn tới hạn (criticality excursion), nổ, và nóng chảy ngày 3 tháng 1 năm 1961, khiến ba người thợ máy tử vong.
6. BORAX-I là một lò phản ứng thử nghiệm có mục đích thử các phản ứng tới hạn. Trong cuộc thí nghiệm cuối cùng của lò phản ứng này vào năm 1954, một lỗi tính sai làm cho một phần lớn của hạch nóng chảy và thả nhiên liệu hạt nhân và những sản phẩm phân hạch ra môi trường.[5]

### Liên Xô
Tại Liên Xô cũ, vài vụ nóng chảy hạt nhân xảy ra có mức nguy cơ khác nhau. Trong vụ nghiêm trọng nhất, thảm họa Chernobyl, các lỗi thiết kế và vấn đề cẩu thả thợ máy dẫn đến phản ứng tới hạn và sau đó vụ nóng chảy. Theo biên bản của Diễn đàn Chernobyl – bao gồm nhiều cơ quan Liên Hợp Quốc, như Cơ quan Năng lượng Nguyên tử Quốc tế và Tổ chức Y tế Thế giới; Ngân hàng Thế giới; và các chính phủ Ukraina, Belarus, và Nga – thảm họa này làm thiệt mạng 28 người do nhiễm xạ, có thể sẽ khiến tới 4.000 người nữa do ung thư trong tương lai và buộc mọi người phải di tản vô hạn khỏi vùng cách ly xung quanh nhà máy. Những cấu trúc ngăn chặn tại Nhà máy Chernobyl được xây một cách dưới tiêu chuẩn, cho nên nắp ngăn chặn bê tông trên lò phản ứng bị bật ra trong vụ nổ.